# Minas del Frío
Minas de Frío es una localidad cubana ubicada en la Sierra Maestra, perteneciente al municipio de Bartolomé Masó en la provincia de Granma.

## Historia
En Minas de Frío el Comandante Ernesto Che Guevara instaló una famosa Escuela de Cadetes en 1958 en momentos que la guerrilla del Movimiento 26 de Julio se había instalado en Sierra Maestra con el fin de derrocar a la dictadura de Fulgencio Batista.
El conocido médico e investigador de fama mundial Gustavo Kourí fue en su juventud director de la escuela de Minas de Frío

## Geografía
- Altitud: 940 metros.
- Latitud:
- Longitud:

Minas de Frío está ubicada en una de las zonas más elevadas y frías de Cuba. El escritor argentino Leopoldo Marechal relata así su llegada a Minas de Frío en la década del 60:

La subida es difícil, ya que se hace por una cuesta empinada, rica en torrenteras y despeñaderos, que hasta no hace mucho sólo era transitable a pie o a lomo de mula. Nosotros la franqueamos en un camión de guerra soviético, que en dos horas de trajín, sacudones y patinadas nos deja en la cima, algo así como un altiplano.

## Economía
La principal actividad es la producción de azúcar y café. En el municipio de Bartolomé Masó se instaló el primer ingenio azucarero cubano, hecho que a su vez impulsó la organización y luchas sindicales en la zona.

## Salud y cultura
Contaba con la famosa Escuela de Capacitación Pedagógica para la formación del personal docente de todo el país (Los Makarenkos), primeros profesionales que tuvieron como tarea erradicar el analfabetismo en Cuba. Existe en el área, además, un círculo social donde se ofertan actividades culturales a la comunidad. Cuenta también con un hospital policlínico, un consultorio médico y una clínica estomatológica.